# Wetter (Ruhr)
Pour les articles homonymes, voir Wetter.
Wetter (Ruhr) est une ville d'Allemagne, située au centre du land de Rhénanie-du-Nord-Westphalie dans l'arrondissement de Ennepe-Ruhr.

## Histoire
| Appartenances historiques Comté de Berg 1101-1161 Comté d'Altena 1161-1198 Comté de La Marck 1198-1807 Grand-duché de Berg 1807-1813 Royaume de Prusse (Province de Westphalie) 1815-1918 République de Weimar 1918-1933 Reich allemand 1933-1945 Allemagne occupée 1945-1949 Allemagne 1949-présent |

## Personnalités liées à la ville
- Henriette Davidis (1801-1876), écrivain née à Wengern.
- Jürgen Renfordt (1955-), chanteur né à Wetter.